# Necturus beyeri
Necturus beyeri – gatunek płaza ogoniastego z rodziny odmieńcowatych (Proteidae).
Systematyka
W 2020 roku Guyer i inni dokonali rewizji gatunku, uznając za jego synonim Necturus lodingi i wydzielając część populacji do nowo opisanych gatunków N. mounti i N. moleri. Możliwe, że niektóre populacje zaliczane obecnie do N. beyeri także stanowią osobne, kryptyczne gatunki.
Opis
Osiąga rozmiary 15–22 cm. Skóra w kolorze brązowym z jasnobrązowymi cętkami. Ze względu na ich wodne przystosowanie mają krótkie nogi i cztery palce. Mają pierzaste skrzela po obu stronach głowy. Żywią się wszystkimi wodnymi bezkręgowcami, które uda im się złapać.
Występowanie
Występuje na południu USA – we wschodnim Teksasie, Luizjanie, Missisipi i Alabamie.